# Oxythyrea pygidialis
Oxythyrea pygidialis är en skalbaggsart som beskrevs av Moser 1907. Oxythyrea pygidialis ingår i släktet Oxythyrea och familjen Cetoniidae. Inga underarter finns listade i Catalogue of Life.